# Antoine-Louis Bernard
Antoine-Louis Bernard né à Paris le 5 mars 1821 et mort à Villiers-sur-Marne le 16 novembre 1880 est un sculpteur français.

## Biographie
Antoine-Louis Bernard est né à Paris le 5 mars 1821. Il entre le 9 octobre 1839 aux Beaux-Arts de Paris où il est élève de Francisque Duret et de Jean-Baptiste-Jules Klagmann. Il débute au Salon de 1847 et expose pour la dernière fois en 1865. Il demeurait alors à Paris au 52, rue Charlot. Cet artiste est principalement l'auteur de bustes et de médaillons.

## Œuvres
- M. de N. Q… Buste en plâtre patiné bronze, Salon de 1847 (no 2017) et Exposition universelle de 1855 (no 4247).
- Napolitain jouant avec une écrevisse, statuette en bronze, Salon de 1848 (no 4614).
- Feu M. W…, buste en plâtre, Salon de 1850 (no 3177).
- Mme E. P…, buste en plâtre, Salon de 1853(no 1229).
- Portrait de M. C. B…, médaillon en plâtre, Exposition universelle de 1855  (no 4248).
- Gabriel-Michel-René Doisteau, décédé en 1860, 1855, buste en bronze, 54 cm, Paris, cimetière du Père-Lachaise.
- Portrait de M. B…, buste en bronze, Salon de 1859 (no 3079).
- Portrait de M. D…, buste en bronze, Salon de 1859 (no 3080).
- Mme V. B…, buste en plâtre patiné bronze, Salon de 1861 (no 3174).
- Portrait de feu M. W…, buste en bronze, Salon de 1865 (no 2866).